# Creta della Cianevate
Creta della Cianevate är ett berg i Österrike, på gränsen till Italien. Det ligger i den centrala delen av landet, 300 km sydväst om huvudstaden Wien. Toppen på Creta della Cianevate är 2 657 meter över havet.
Terrängen runt Creta della Cianevate är huvudsakligen bergig. Runt Creta della Cianevate är det ganska glesbefolkat, med 29 invånare per kvadratkilometer.. Närmaste större samhälle är Irschen, 18,9 km nordost om Creta della Cianevate. 
Trakten runt Creta della Cianevate består i huvudsak av gräsmarker.